# 見學玄
見学 玄（けんがく げん、旧字体: 見學 玄、1908年（明治41年）11月15日 - 1992年（平成4年）8月13日）は、東京都出身の日本の俳人。戦前の俳号は地龍子（ちりゅうし）、本名は玄（ひろし）。

## 経歴
1908年（明治41年）、東京府牛込区（現・東京都新宿区）に生まれる。1929年（昭和4年）より山口青邨の「夏草」や室積徂春の「ゆく春」に投句、また1934年、改造社『続俳句講座』において「明治以降俳諧語彙」を編纂、それまでの歳時記にはなかったプロレタリア俳句系統の言葉を含む『文学新聞』や『戦旗』などからも作品を掲載した特異な採録を実現した。しかし編者の名は仕事をしていない師の室積徂春となり、「編纂に当って、多大の援助を惜しまれなかった。見學地龍子の芳名を録して、感謝の意を表する次第である」と、序文に協力者として触れられただけだった。このことから玄は徂春に不審を抱き、以降は俳句結社に入ることなく、三井銀行に勤めながら俳句を続ける。
戦後は新俳句人連盟に参加、現在も続く原爆忌東京俳句大会の開催に尽力する。また1964年（昭和39年）には新俳句人連盟から現代俳句協会、俳人協会と分裂した俳句団体の横断的交流を目的として池田草舎、関口比良男と全国俳誌協会を設立、初代会長となる。晩年は全国俳誌協会会長の他、新俳句人連盟顧問、現代俳句協会多摩支部（現・多摩地区現代俳句協会）参与を歴任、戦前の経験から結社嫌いだったが、金子兜太の「海程」などに依り、65歳から結社「五季」を主宰した。
1992年（平成4年）、小平市の一橋病院で死去、享年83歳。

## 句集
- 『平文』（刊行年不明・私家版）
- 『莫逆』（1985年・五季の会）